# Lepidozia diclados
Lepidozia diclados là một loài rêu tản trong họ Lepidoziaceae. Loài này được (Brid. ex F. Weber) Kachroo miêu tả khoa học lần đầu tiên năm 1970.